# Hôtel des Arcis de Chazourne
L'hôtel des Arcis de Chazourne est un monument situé dans la ville du Puy-en-Velay dans le département de la Haute-Loire.

## Histoire
Les façades et les toitures sont inscrites au titre des monuments historiques par arrêté du 23 septembre 1949.